# Estrilda blava galta-roja
L'estrilda blava galta-roja (Uraeginthus bengalus) és un ocell de la família dels estríldids (Estrildidae).

## Hàbitat i distribució
Habita boscos, sabanes i estepes d'Àfrica subsahariana, des del sud de Mauritània, Senegal, i Gàmbia, a través del Sahel africà fins al sud del Sudan, Etiòpia, Eritrea i Somàlia i cap al sud fins a la República Democràtica del Congo, Angola, Zàmbia i sud de Tanzània.